# Kasteel van Geluveld

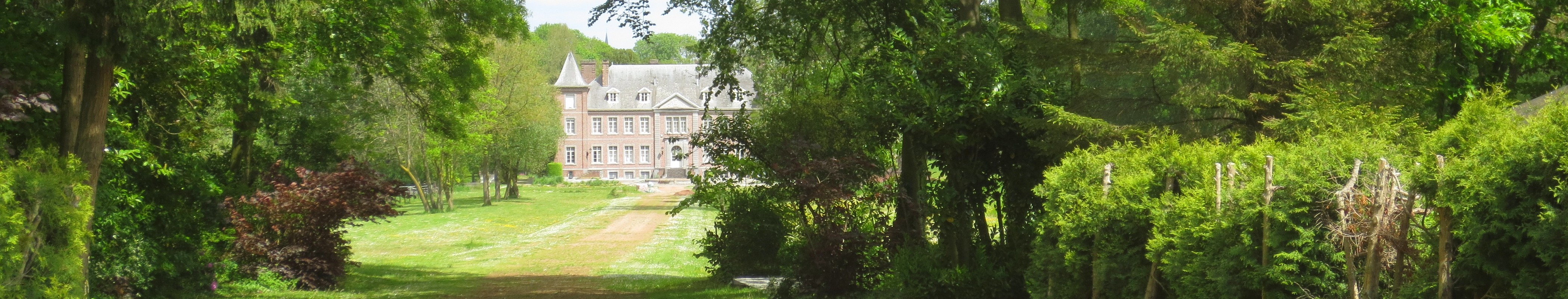
Kasteel van Geluveld

Het Kasteel van Geluveld is een kasteel in het tot de West-Vlaamse gemeente Zonnebeke behorende dorp Geluveld, gelegen aan Kasteelstraat 1-3.

## Geschiedenis
Het kasteel was de eigendom van de familie Keingiaert de Gheluvelt. Dit 18e-eeuwse classicistische kasteel werd verwoest tijdens de Eerste Slag om Ieper (einde 1914). In de jaren 30 van de 20e eeuw werd het kasteel herbouwd. 
De laatste telg van de familie, Léonie Keingiaert de Gheluvelt, schonk het aan de Vereniging van de Adel van het Koninkrijk België. Bij gebrek aan regelmatige bestemming, verkocht de Vereniging het goed in 2001 aan een particulier. Met de opbrengst werd een 'Fonds Keingiaert' opgericht, dat jaarlijks verschillende prijzen toekent aan leden van de Belgische adel die zich voor sociale doelstellingen inzetten.

## Gebouw

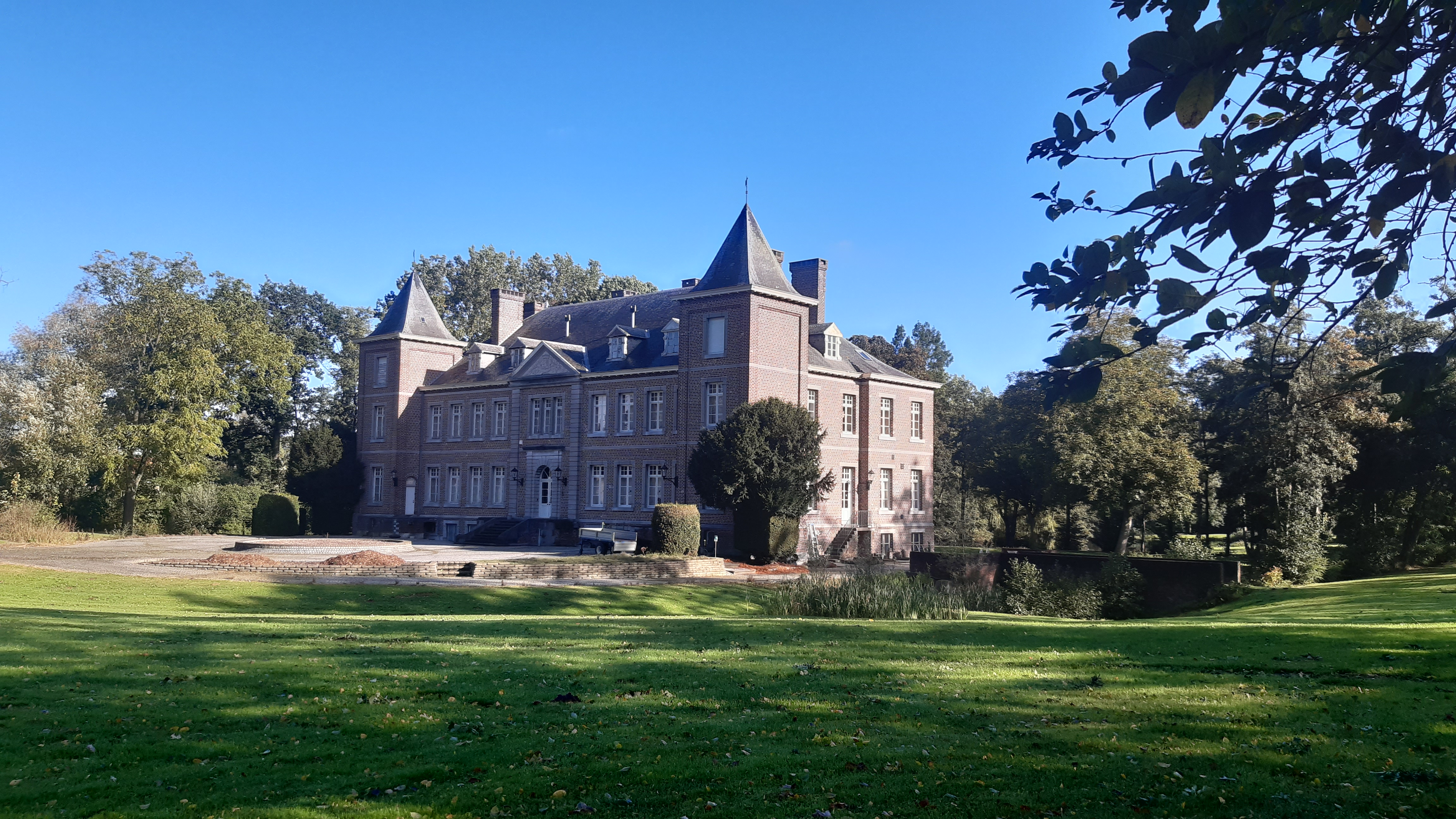
Kasteel van Geluveld

Het kasteel werd min of meer herbouwd naar voorbeeld van het oorspronkelijke kasteel. Het werd echter wat vergroot en de hoektorens werden verhoogd. Het kasteel is gebouwd in rode baksteen en is een dubbelhuis van negen traveeën, geflankeerd door twee, iets vooruitgeschoven, hoektorens op vierkante plattegrond. De middentravee bevat de ingang met daarboven een driehoekig fronton, getooid met het familiewapen en de spreuk: deforti. dulcedo.
Het geheel ligt in een park in Engelse landschapsstijl, waarbij ook de omgrachting weer werd aangelegd in combinatie met een vijver.
De conciërgewoning is verbouwd tot villa.